# ماورو ماكسيمو دي خيسوس
ماورو ماكسيمو دي خيسوس (بالإسبانية: Mauro Máximo de Jesús) هو منافس ألعاب قوى مكسيكي، ولد في 13 فبراير 1957.